# 山下義韶
山下義韶（日语：／ Yamashita Yoshitsugu，1865年2月16日—1935年10月26日）是一名日本的柔道家，也是第一位拿到講道館柔道十段的師父。與西鄉四郎、橫山作次郎、富田常次郎等三人被譽為講道館四天王。

## 生平
山下義韶生於日本的小田原藩（今神奈川縣），他們家庭屬於封建制度下的武士階級，所以山下從小就被送到傳統的日本武術學校讀書。1884年，山下拜入嘉納治五郎的講道館，成為講道館初期的19名門生之一。三個月後山下取的黑帶一段，二年後取得四段。
山下是1880年代中期代表講道館與日本警視廳的柔術團體比賽的一員，當時講道館的成員全數擊倒當時的柔術家，讓講道館柔道在當時逐漸成為顯學。之後他又分別在日本軍隊及東京帝國大學（現東京大學）裡教導柔道。
1903年，山下應西雅圖一名鐵路商Samuel Hill的邀請，前往西雅圖教授柔道。山下與一名弟子川口在抵達西雅圖之後，開始在各地表演柔道，贏得相當大的迴響。
1904年，山下應邀前往白宮和當時的美國總統西奧多·羅斯福會面。羅斯福本身有學習過摔角和拳擊，對於山下的柔道技巧表示相當的贊賞。當年的三月和四月，山下留在白宮教導羅斯福和他的家人柔道。
1906年，山下回到日本，並且開始參與會議將柔道定立出標準型，以方便柔道在日本各級的學校指導。1935年2月，山下被嘉納治五郎策封為柔道十段。

## 外部連結
- 講道館 （页面存档备份，存于）